# Кечшур (притока Великої Ківари)
Кечшу́р (рос. Кечшур) — річка у Шарканському районі Удмуртії, Росія, права притока Великої Ківари.
Починається на північній околиці села Козино. Протікає на південний схід, південний захід, південний схід, південний захід та знову південний схід. Впадає до Великої Ківари між селами Нижні Ківари та карсашур. Похил річки становить 7,2 м/км.
Русло нешироке, у верхній течії пересихає, нижня течія проходить через ліси. Приймає 2 невеликі притоки праворуч.
Над річкою розташоване село Козино.